# Andrea Traini
Andrea Traini (Loreto, 23 agosto 1992) è un cestista italiano, vincitore della medaglia d'argento al FIBA EuroBasket Under-20 2011.

## Carriera

### Club
Cresciuto a Porto Recanati inizia a giocare a basket nel settore giovanile della squadra locale per poi, a 14 anni, passare alla Stamura Ancona. Dopo l'esperienza anconetana, si trasferisce a Pesaro dove compie tutta la trafila giovanile, vincendo anche lo Scudetto Under-17 nel 2009 dopo aver battuto in semifinale la Benetton Treviso di Gentile e Zanelli ed in finale la Montepaschi Siena.
La stagione 2010-11 lo vede debuttare nel parquet della Serie A con la Victoria Libertas Pesaro. Esordisce contro la Juvecaserta nella terza giornata del girone d'andata segnando a referto 6 punti in 10 minuti con una percentuale di 100% dal tiro. Malgrado i pochi minuti di gioco, contribuisce all'accesso ai quarti di finale in Coppa Italia nella stagione 2010-2011 e alle semifinali play-off scudetto nella stagione 2011-12.
Nel gennaio 2012 viene ceduto con la formula del prestito alla Fortezza Recanati capitanata dal concittadino Attilio Pierini, con la quale disputa la Divisione Nazionale A. Qui fa valere la differenza di categoria e conclude la stagione regolare con una buona media ma è durante i play-off che tira fuori il meglio di sé, segnando anche il suo career high di 34 punti contro l'Upea Capo d'Orlando.
Andrea e compagni vengono eliminati in semifinale play-off dalla AcegasAps Trieste.
Dopo un buon finale di stagione con la compagine "leopardiana" fa ritorno a Pesaro dove trova un roster molto indebolito da assenze importanti come quella di Daniel Hackett, passato alla Mens Sana Siena. Per questo motivo riesce inizialmente a trovare più spazio in prima squadra. In questa stagione segna il suo career high in Serie A di 13 punti in 17 minuti contro la Virtus Roma di Luigi Datome e Lorenzo D'Ercole e la sua seconda miglior prestazione, 11 punti in 22 minuti contro l'Angelico Biella.
Sia nella stagione 2012-13 che nella 2013-14, incorre in due gravi infortuni al ginocchio destro ed è costretto a non giocare gran parte delle partite e a saltare l'intera annata 2013-14. In entrambe le stagioni la Vuelle si piazza al 15º posto in classifica.
Nella stagione 2013-2014 vince, seppur senza aver mai giocato, la Coppa Disciplina.
Il 18 luglio 2014 viene ufficializzato il suo ingaggio da parte della Givova Napoli in Serie A2.
Durante gli allenamenti pre-stagionali s'infortuna ancora al ginocchio destro. Esordisce con la maglia partenopea il 23 novembre nella trasferta contro la Junior Libertas Monferrato facendo segnare a referto 10 punti.
Contro la capolista, Scaligera Basket Verona, segna 11 punti e porta la squadra alla vittoria.
Il 4 gennaio 2015 guida la squadra ad una vittoria a suon di sirena contro la Dinamica Mantova con una prestazione da quasi tripla doppia: 12 punti, 10 assist e 7 rimbalzi.
Il 25 gennaio segna 25 punti nell'importante vittoria in trasferta contro il Veroli Basket, la partita viene successivamente annullata dalla Lega Nazionale Pallacanestro a seguito del ritiro della società avversaria.
Nonostante la critica situazione economica della società partenopea, Andrea decide di rimanere e giocare contro l'Unione Cestistica Casalpusterlengo.
Nella stessa partita segna 21 punti rendendosi protagonista in una vittoria incredibile, con sole sei rotazioni a disposizione per coach Marco Calvani.
Chiude la stagione con 9,1 punti di media a partita in 13 gare disputate.
Nel 2015 decide di tornare all'US Basket Recanati per disputare il campionato di Serie A2. Nel derby delle Marche, giocato contro l'Aurora Jesi di Marco Santiangeli, segna 17 punti. Il 1º novembre 2015 segna 25 punti contro Trieste nella prima vittoria stagionale per i "leopardiani". Il 29 novembre fa segnare a referto 18 punti contro la Scaligera Verona. Nella vittoria in trasferta contro la Proger Chieti segna 13 punti. Il 6 gennaio segna 16 punti contro l'Andrea Costa Imola. Durante l'ultima giornata di campionato, contro la Pallacanestro Mantovana di Moraschini e Amici, segna il suo season-high con 27 punti, portando Recanati alla vittoria.
Termina la stagione regolare con una media di 9,4 punti a partita.
Nel primo turno dei play-out contribuisce alla vittoria dei gialloblù nella serie contro la Virtus Roma.
Il 28 settembre 2016 viene ufficializzato il suo ingaggio da parte dell'Amici Pallacanestro Udinese con la quale disputa, per il terzo anno consecutivo, il campionato di Serie A2.
Esordisce con la società friulana contro la OraSì Ravenna in occasione della prima giornata di campionato mettendo a referto 6 punti e 4 assist. Il 9 ottobre 2016 segna 11 punti contro l'Assiego Piacenza nella prima vittoria stagionale per Udine, risultando il secondo miglior realizzatore della squadra dopo Stan Okoye. Nella terza giornata di campionato segna 12 punti contro la sua ex-squadra, l'U.S. Basket Recanati.
L'11 dicembre 2016 segna 15 punti, partendo dalla panchina, contro la Pallacanestro Ferrara.
Il 15 gennaio 2017 mette a referto la sua prima stoppata in carriera contro l'Assiego Piacenza. Conclude l'esperienza friulana con 5,7 punti di media a partita con 2 assist.
L'8 agosto firma con la Leonessa Brescia, tornando dunque a calpestare i parquet della Serie A dopo 4 anni. Esordisce con la società bresciana il 1º ottobre 2017 nella vittoria in trasferta contro la Victoria Libertas Pesaro, sua ex squadra.

### Nazionale
Nel 2008 viene notato per la prima volta dalla squadra azzurra e viene convocato nell'Italia under 16 con la quale prende parte all'EuroBakest Under-16 2008. Milita regolarmente nel quintetto base per poi passare nell'Italia under 18, con la quale partecipa al Torneo Albert Schweitzer di Mannheim concluso con 16 punti di media a partita (31 dei quali contro la Spagna Under-18 nella finale 5º/6º posto), risultando il 6º miglior realizzatore del torneo e 2º per quanto riguarda gli azzurri, dietro solo a Marco Ceron.
Dopo un anno con gli Under-18 avanza ancora di categoria per arrivare nell'Italia under 20.
In quest'ultima non trova inizialmente molto spazio ma viene convocato per l'Eurobasket Under-20 2011 contribuendo alla medaglia d'argento conquistata in semifinale contro la Francia under 20.
Partecipa anche all'EuroBasket Under-20 2012 nel quale trova più spazio.
Nel 2013 viene convocato dalla Nazionale sperimentale per prendere parte ai Giochi del Mediterraneo 2013 ma lascia il raduno di Folgaria a causa delle non perfette condizioni fisiche.

## Statistiche
| Stagione        | Squadra             | Competizione | Partite | Partite | Partite | Statistiche tiro | Statistiche tiro | Statistiche tiro | Altre statistiche | Altre statistiche | Altre statistiche | Altre statistiche | Altre statistiche |
| Stagione        | Squadra             | Competizione | Pres.   | Titol.  | Minuti  | Tiri da 2        | Tiri da 3        | Liberi           | Rimb.             | Assist            | Rubate            | Stopp.            | Punti             |
| --------------- | ------------------- | ------------ | ------- | ------- | ------- | ---------------- | ---------------- | ---------------- | ----------------- | ----------------- | ----------------- | ----------------- | ----------------- |
| 2010-2011       | VL Pesaro           | Serie A      | 21      | 0       | 142     | 7/14             | 6/19             | 19/22            | 21                | 5                 | 8                 | 0                 | 51                |
| 2011-gen.       | VL Pesaro           | Serie A      | 7       | 0       | 20      | 1/2              | 1/4              | 0/0              | 1                 | 0                 | 0                 | 0                 | 5                 |
| gen.-2012       | US Basket Recanati  | DNA          | 13      | 13      | 319     | 22/57            | 12/35            | 23/28            | 6                 | 3                 | 1                 | 0                 | 103               |
| 2012-2013       | VL Pesaro           | Serie A      | 8       | 0       | 113     | 6/13             | 7/16             | 18/20            | 15                | 6                 | 8                 | 0                 | 51                |
| 2013-2014       | VL Pesaro           | Serie A      | -       | -       | -       | -/-              | -/-              | -/-              | -                 | -                 | -                 | -                 | -                 |
| 2014-2015       | Azzurro Napoli      | Serie A2     | 13      | 13      | 387     | 23/55            | 16/47            | 25/30            | 61                | 39                | 13                | 0                 | 119               |
| 2015-2016       | US Basket Recanati  | Serie A2     | 30      | 30      | 842     | 53/125           | 42/129           | 52/69            | 99                | 101               | 35                | 0                 | 284               |
| 2016-2017       | Amici Pall. Udinese | Serie A2     | 26      | 20      | 525     | 22/71            | 25/84            | 29/35            | 37                | 53                | 28                | 1                 | 148               |
| 2017-2018       | Leonessa Brescia    | Serie A      | 5       | 0       | 35      | 2/7              | 0/3              | 5/7              | 5                 | 2                 | 2                 | 0                 | 9                 |
| Totale carriera |                     |              |         |         |         |                  |                  |                  |                   |                   |                   |                   |                   |

## Palmarès

### Club
Competizioni Giovanili
- Scudetto Under-17

Pesaro: 2009

### Nazionale
- Europei Under-20:

 Spagna 2011